# Portada/efemèride agost 30
Sylvia Earle
« 29 d'agost · 30 d'agost · 31 d'agost »